# Bàrnabo des montagnes
Pour l’article homonyme, voir Barnabo des montagnes (film).

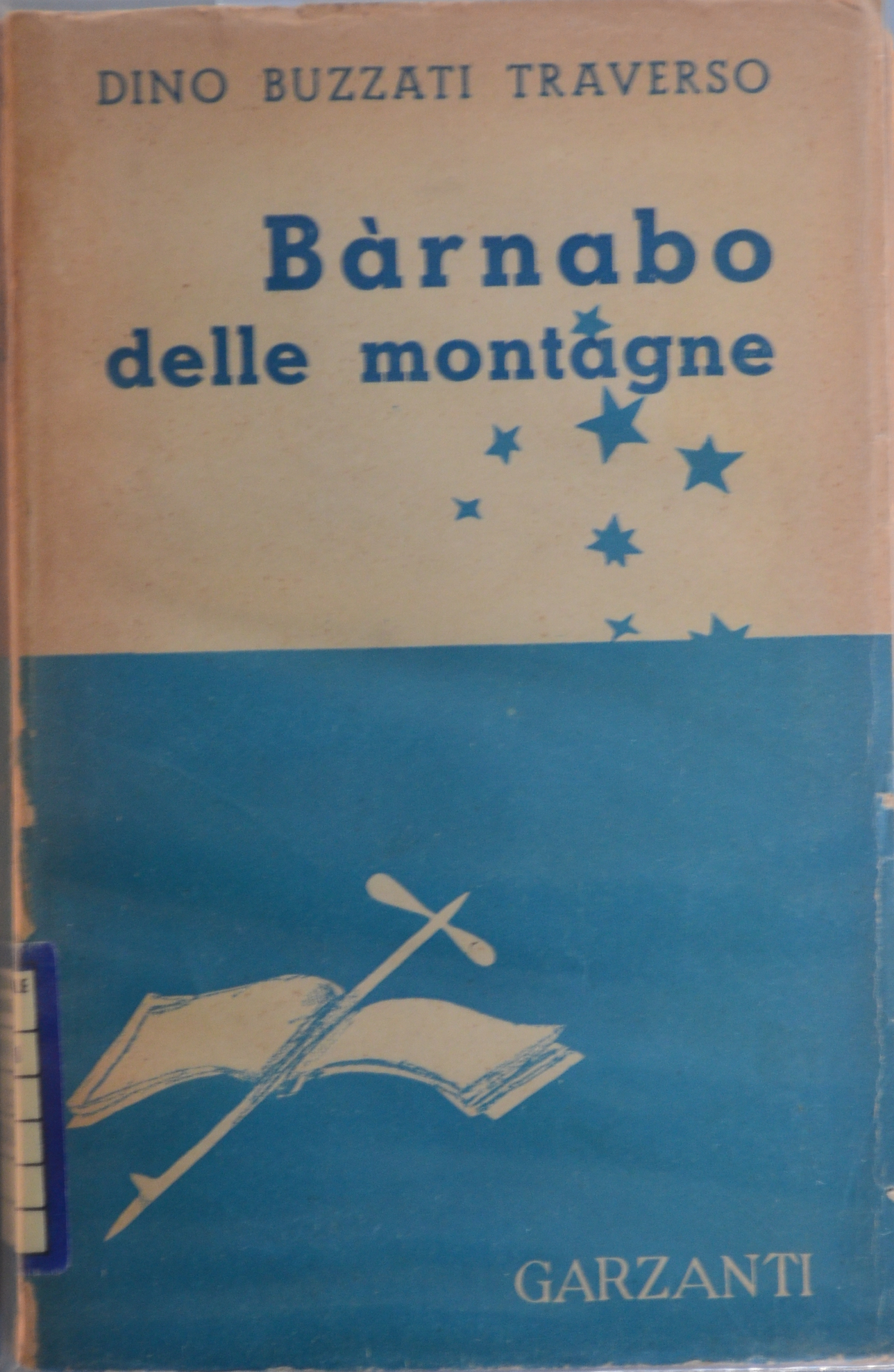

Bàrnabo des montagnes (titre original en italien Barnabo delle montagne) est un roman de Dino Buzzati paru en italien en 1933. La traduction française ne sera publiée qu'en 1959.

## Présentation
Le roman, paru en 1933 en Italie, est le premier roman de l'écrivain italien Dino Buzzati.

## Résumé
L'action se situe à la fin de la Première Guerre mondiale. Bàrnabo est garde forestier dans les Dolomites et est chargé de surveiller une poudrière. Quand son supérieur est tué par des contrebandiers, il doit fuir. Il les retrouve plus tard mais ne peut venger la mort de son supérieur.

## Réception littéraire
Le thème de l'attente et du temps qui passe, récurrent dans les ouvrages ultérieurs de Buzzati, est déjà présent dans ce premier roman. On y retrouve également la faiblesse de l'homme et l'absurdité de son existence face au destin toujours fatal, ainsi que la recherche de sens souvent vaine qui habitera les personnages de l'auteur tout au long de son œuvre.

## Adaptation cinématographique
Le roman fut adapté au cinéma en 1994, film italien réalisé par Mario Brenta sous le même titre : Barnabo des montagnes.